# Mường Chọng
Mường Chọng là một xã thuộc tỉnh Nghệ An, Việt Nam. Xã được hình thành trên cơ sở sáp nhập xã Bắc Sơn và xã Nam Sơn, xã Châu Lý của huyện Quỳ Hợp trong đợt Sáp nhập tỉnh thành Việt Nam 2025.

## Địa lý
Xã Mường Chọng có vị trí địa lý:
- Phía Đông giáp xã Quỳ Hợp, xã Minh Hợp và xã Giai Xuân;
- Phía Nam giáp xã Giai Xuân, xã Tiên Đồng, xã Thành Bình Thọ và xã Mậu Thạch;
- Phía Tây giáp xã Mậu Thạch và xã Bình Chuẩn;
- Phía Bắc giáp xã Mường Ham.

Xã Mường Chọng có diện tích tự nhiên 173,65 km².

## Hành chính và tên gọi
Xã Mường Chọng được thành lập theo Nghị quyết số 1678/NQ-UBTVQH15 của Ủy ban Thường vụ Quốc hội Việt Nam, ban hành ngày 16 tháng 6 năm 2025. Theo đó, sắp xếp toàn bộ diện tích tự nhiên, quy mô dân số của xã Bắc Sơn và xã Nam Sơn, xã Châu Lý thuộc huyện Quỳ Hợp trước đây thành một xã mới có tên gọi là xã Mường Chọng.
Trước đó, theo Đề án sắp xếp đơn vị hành chính cấp xã tỉnh Nghệ An, xã này là xã Quỳ Hợp 6.
Sau sắp xếp xã có diện tích tự nhiên: 173,65 km², quy mô dân số: 11.291 người.